# Disco eterno
«Disco eterno» es una canción y sencillo de la banda de rock argentina Soda Stereo, editada en el álbum titulado Sueño Stereo en 1995, el séptimo y último álbum de estudio de la banda. La canción fue escrita por los tres integrantes del grupo musical. Al igual que «Ella usó mi cabeza como un revólver» y «Zoom», los dos sencillos anteriores del disco, fue un éxito, lo cual llevó al álbum Sueño Stereo a ser uno de los mejores álbumes que realizó la banda durante su carrera. Así fue como la canción «Disco eterno» se convirtió en una de las canciones más conocidas de la banda, por ello ha sido incluida en la gran mayoría de los conciertos que ha realizado Soda Stereo desde su lanzamiento.

## Letra
Cerati en una entrevista para MTV desde Londres, donde grababan el disco declaró que el tema habla sobre una relación de pareja, a distancia: "lo que ocurre cuando platónicamente uno va elaborando una relación y después esa relación se concreta". Dijo también que era un tema autobiográfico, refiriéndose a su historia de amor con Cecilia Amenábar.

## Música
Musicalmente, es una canción de rock alternativo y neopsicodelia, que también incluye sonidos electrónicos con especial énfasis en la música ambient, producidos por el sampler, que ya desde Dynamo era un instrumento muy importante en la banda. 
La versión original del tema, comienza con el riff, acompañado inmediatamente por el bajo y de la batería. Cuando éste termina, cambia el sonido de la guitarra que adopta el rol rítmico y comienza la primera estrofa. Luego comienza el estribillo y al terminar, vuelve a sonar el característico riff. En la versión de El último concierto cambia la frase "Abrir el Sueño Stereo..." por "Abrir a Soda Stereo..."
En la parte final, se detiene la batería, pero continúa el bajo, los sonidos electrónicos y Gustavo Cerati pulsa notas en la guitarra y la pedalera lo transforma en un sonido repetitivo. Después se une de nuevo la batería.
En la gran mayoría de las presentaciones en vivo, la banda modifica un poco la canción porque empieza con el sonido repetitivo de guitarra, que dura un rato y luego de eso comienza el riff y los demás instrumentos. Y en el final, el sonido repetitivo reaparece pero esta vez más largo que en la versión original

## Versiones
- La versión clásica está incluida en el álbum de estudio Sueño Stereo.
- La versión presentada en MTV Unplugged el 12 de marzo de 1996 incluido en el álbum Comfort y música para volar.
- La versión realizada en los últimos conciertos de la banda año 1997 incluido en el álbum El último concierto.
- La versión interpretada en la gira musical denominada Me Verás Volver del año 2007.